# Quito Eterno

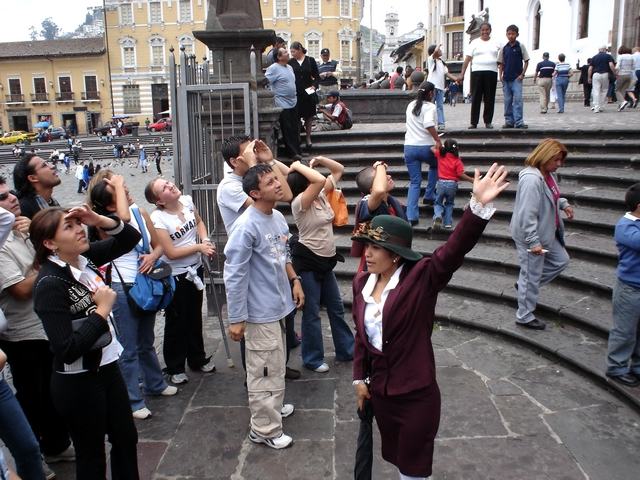
Persönlichkeit "La Torera" auf dem Plaza de San Francisco

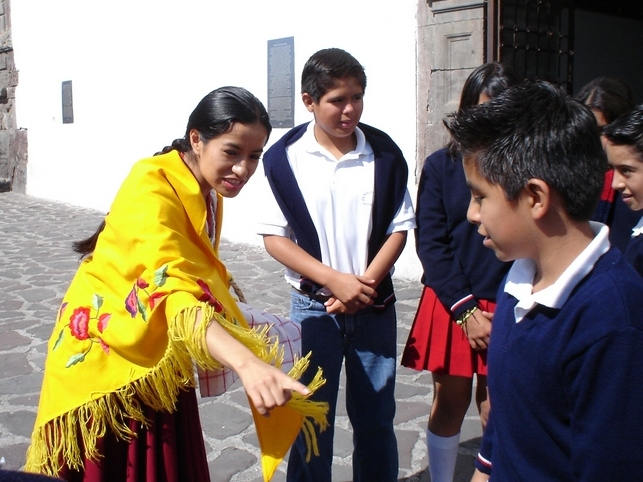
Persönlichkeit "La Panadera"

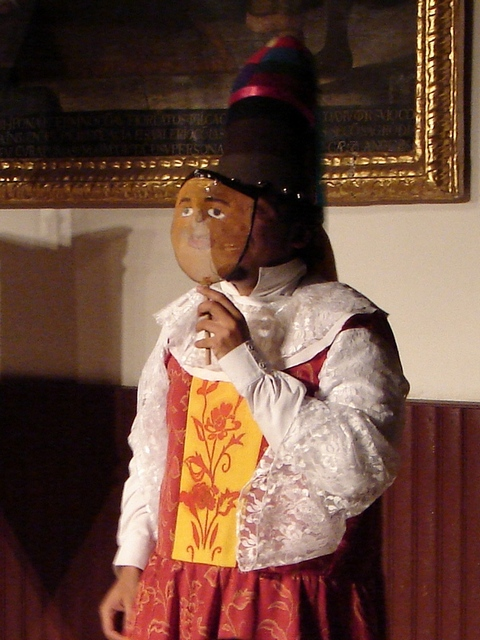
Persönlichkeit "El Danzante" im gleichnamigen, von Quito Eterno produzierten Theaterstück

Quito Eterno ist eine 2002 im Rahmen der Bildungsinitiative Corporación del Centro Histórico gegründete Non-Profit-Organisation, die im historischen Zentrum der Hauptstadt Ecuadors, Quito, aktiv ist. Quito ist seit dem Jahr 1978 UNESCO-Weltkulturerbe.

## Aktivitäten
Die Organisation formuliert ihre Ziele wie folgt:
„Quito Eterno ist eine zivilgesellschaftliche Organisation, die, auf der Basis von künstlerischen und pädagogischen Aktivitäten, Lernprozesse- und Strategien im Feld der kulturellen Erziehung kreiert, um das Interesse für die ecuadorianische Kultur zu fördern und die Gemeinschaft der Bürgerinnen und Bürger zu stärken.“
Im Zusammenhang der Arbeit der Organisation ist auf die Kolonialgeschichte Ecuadors hinzuweisen, die die Identitätsfindung für viele Bürgerinnen und Bürger aufgrund der Vermischung mehrerer Kulturen schwierig macht (siehe dazu: Mestizen, Geschichte Ecuadors).
Quito Eterno ist im historischen Zentrum Quitos vor allem für die theatrale Erarbeitung historischer Persönlichkeiten der Stadt (z. B. Eugenio Espejo, Manuela Sáenz) bekannt. In den sogenannten Rutas de Leyenda (deutsch: Pfade der Legenden), an der in der Regel Schülerinnen und Schüler aus Ecuador, speziell aus Quito, teilnehmen, führt die jeweilige Persönlichkeit ihre Gruppe an historisch und kulturell bedeutsame Örtlichkeiten in der Altstadt – wie Kirchen, Museen und Plätze – und präsentiert dort schauspielerisch die Geschichte dieser Orte und der Menschen, die dort gelebt haben. Bis heute haben mehr als 100.000 Schülerinnen und Schüler an den Führungen teilgenommen.
Zur Realisierung ihrer Aktivitäten unterhält die Organisation Kooperationen mit der Mehrheit der Museen, Klöster und Kirchen des historischen Zentrums von Quito. Darüber hinaus erhält die Organisation Unterstützung von verschiedenen Historikern und Wissenschaftlern bei Recherchen, die sich mit der Kulturgeschichte Ecuadors befassen. Weiterhin steht Quito Eterno seit dem Jahr 2010 in einer Allianz mit der Stadtverwaltung Quitos, aus der bereits verschiedene gemeinsame Projekte hervorgegangen sind, darunter die jeden Samstag stattfindenden Noches Patrimoniales.
Die verschiedenen Aktivitäten und Programme von Quito Eterno gründen auf den folgenden Ideen:
- Förderung und Entwicklung eines alternativen Bildungsweges zur Interpretation und Bewahrung der ecuadorianischen Kultur
- Erweiterung des Bildungswesens in den Bereichen Geschichte, Kultur, Kunst
- Anregung zu mehr aktivem Engagement der Bürgerinnen und Bürger in kommunalen Projekten
- Förderung von Toleranz bezüglich der in der Stadt existierenden ethnischen und kulturellen Vielfalt

Die Rutas de Leyenda, die normalerweise morgens stattfinden, bietet die Organisation in besonderer Ausführung für Erwachsene auch nachts an. Zum weiteren Programm von Quito Eterno zählen Theateraufführungen, Workshops zur Landeskultur und die Publikation von Büchern. Außerdem betreut die Organisation regelmäßig ausländische Freiwilligengruppen und bietet logistische, edukative und interkulturelle Unterstützung an.